# 산내
산내(山柰, 학명: Kaempferia galanga 카임프페리아 갈랑가[*])는 생강과의 여러해살이 식물이다.
천식, 기침, 류마티스질환, 염좌 등 다양한 질환에 사용되는 것으로 알려져 있다.
메톡시 신나메이트(Methoxy cinnamate)를 포함하여 강한 항염기능을 갖는다.

## 분포
아시아에 분포한다. 동남아시아(라오스, 말레이시아, 인도네시아, 태국, 필리핀)와 남아시아(스리랑카, 인도)가 원산지이다.

## 사진 갤러리

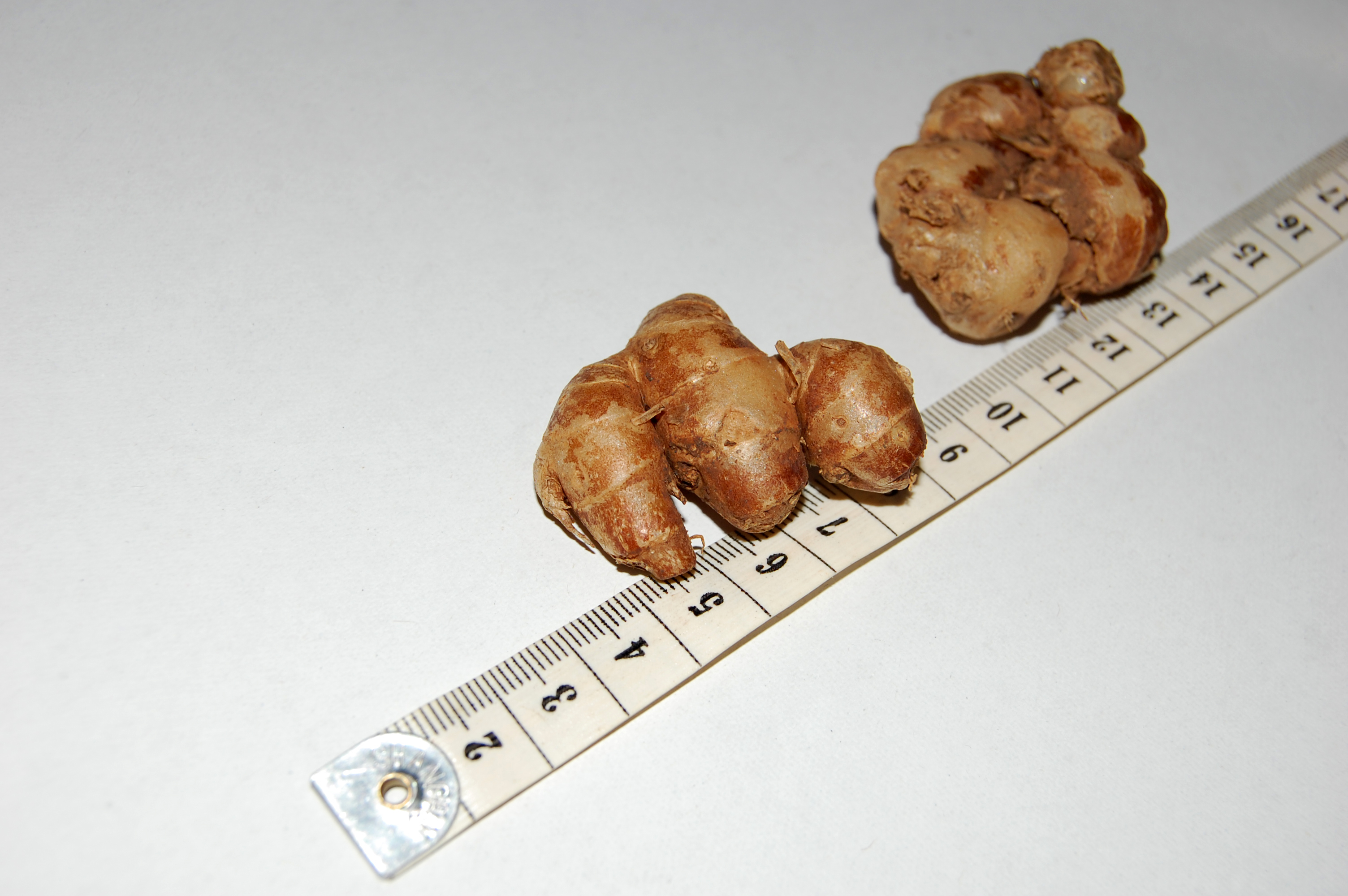
산내 (땅속줄기)

## 같이 보기
- 고량강
- 큰고량강
- 핑거루트